# Magnus von Füssen
Der heilige Magnus von Füssen lebte vermutlich als Einsiedler im 8. Jahrhundert in Füssen. In der Überlieferung der Abtei St. Mang (um 840–1802/1803) gilt Magnus als ihr Klostergründer und erster Abt.
Zwar ist die historische Person Magnus nur schwer zu fassen, die Wirkungsgeschichte des als Heiligen und Wundertäter Verehrten ist jedoch über einen Zeitraum von mehr als tausend Jahren im Bereich der Kunst und der Volksfrömmigkeit vor allem im Allgäu und Tirol, in Oberschwaben und der Schweiz noch vielgestaltig nachvollziehbar. Seine Verehrung drückt sich auch im Titel Apostel des Allgäus aus. Das Magnusfest wird am 6. September gefeiert.

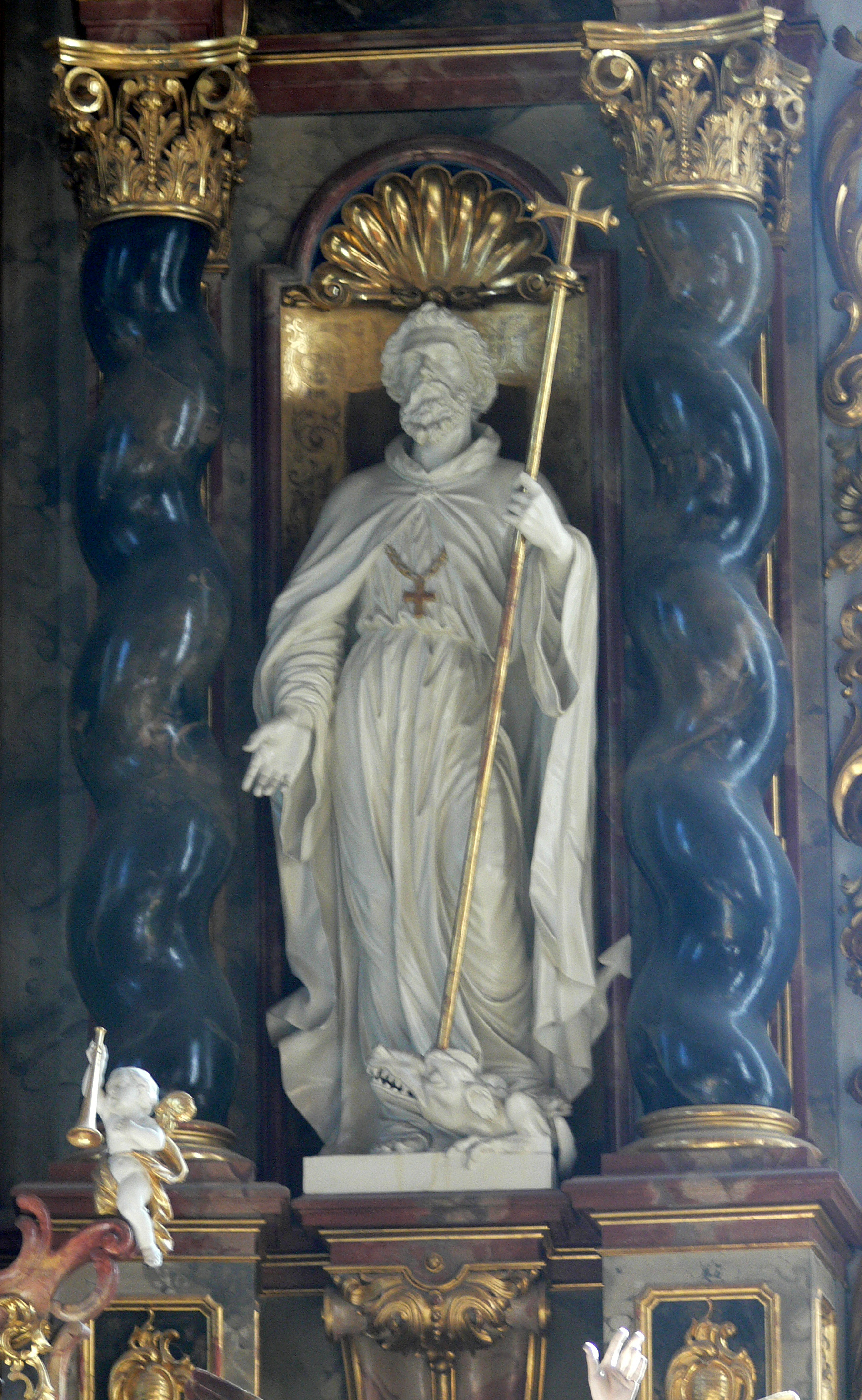
Magnus-Figur am Hochaltar der Pfarrkirche St. Gallus in Scheidegg

## Historische Gestalt
Von Magnus ist fast nichts historisch Gesichertes bekannt. Den ältesten schriftlichen Beleg stellt eine Lebensbeschreibung dar, die „Vita S. Magni“, die wohl um 895 von einem anonymen Autor verfasst wurde. Eine Abschrift der „Urvita“ aus dem Anfang des 10. Jahrhunderts befindet sich in der Stiftsbibliothek Einsiedeln im Codex 265.
In der älteren Forschungsliteratur wird die Vita als historische Quelle kritisch hinterfragt und daraus der Lebensweg nachgezeichnet: Demnach sei Magnus vermutlich 699 in der Nähe von St. Gallen geboren und im Jahr 746 zur Missionierung nach Füssen gekommen, wo er nach 26-jährigem Wirken 772 verstarb.
Dagegen wird in der neuesten Forschungsliteratur diese Vita als ein literarisches Werk, als Symbollegende interpretiert, die das Streben des Heiligen zur Vollkommenheit schildert. Die Vita wird nun nicht mehr als ein historischer Tatsachenbericht herangezogen.
„Das einzig Sichere ist, dass er gelebt hat. Vermutlich war er ein einheimischer Einsiedler der Füssener Gegend, (…) der irgendwann an einem 6. September wohl im 8. Jahrhundert gestorben ist.“
Stefan Vatter hingegen weist in seiner aktuellen Monographie über Magnus darauf hin, dass Magnus aufgrund der Angaben der ältesten Magnusvita und seiner darin beschriebenen Lebensweise ein iroschottischer Mönch aus St. Gallen gewesen sein wird. Magnus gilt mit den iroschottischen Mönchen Gallus und Kolumban als einer der drei „Allgäuheiligen“. In einer im Jahre 2000 errichteten Autobahnkapelle, an der A 96 beim Rastplatz Winterberg bei Leutkirch im Allgäu, wurden die drei Allgäuheiligen in einer Bronzeskulptur abgebildet. Allgemein sind wissenschaftliche und literarische Werke zu Magnus umstritten. Vielmehr wird die Christianisierung des Allgäus durch Magnus als Legende gedeutet.
Schon das Todesjahr von Magnus ist nicht mehr überliefert. In der Lokaltradition hat sich 750 als Todesjahr eingebürgert. Andere Quellen nennen den 6. September 772: er habe Tozzo (im Amt 772 bis 778) als Bischof von Augsburg vorgeschlagen. Bischof Tozzo leitete die Beerdigung von Magnus.

## Vita S. Magni

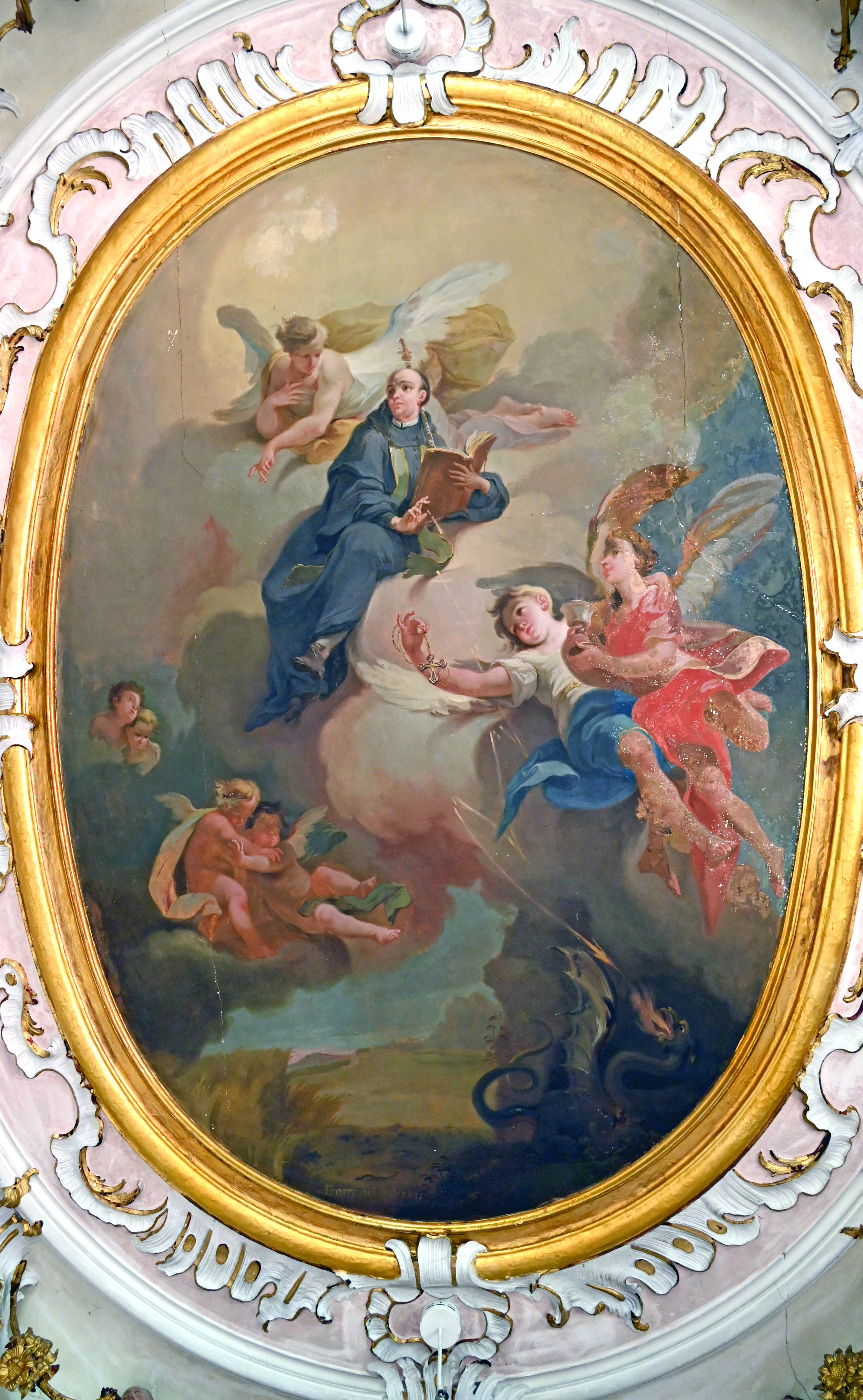
St. Mang (Füssen), Magnuskapelle, Deckenfresko von Franz Anton Zeiller (1751/52), Glorie des heiligen Magnus von Füssen

Der Bedeutungsgehalt der Vita S. Magni wurde von Dorothea Walz anschaulich gehoben. Das Streben, Christus nachzufolgen und Vollkommenheit zu erreichen, durchzieht den Geist dieser Lebensbeschreibung und drückt sich in einer genau festgelegten Ordnung, symbolisiert in Zahlenkombinationen, aus.
Die Kapiteleinteilung enthält den Schlüssel für das tiefere Verständnis der Vita, die aus 28 Kapiteln besteht. Die Zahl 28 galt im Mittelalter als „numerus perfectus“, als vollkommene Zahl, da die Summe ihrer Teiler (1+2+4+7+14 = 28) wiederum die Zahl 28 ergibt. Die Kapitel 1 bis 25 schildern das irdische Leben von Magnus, die drei letzten Ereignisse und das Wunderwirken nach seinem Tod. Zunächst wird in den ersten 8 Kapiteln Magnus als irischer Prinz, der dem hl. Columban als Schüler folgt, geschildert, die nächsten 8 Kapitel beschreiben ihn als Schüler von St. Gallus. Nach diesen 16 Kapiteln des Schülerdaseins, das mit seinem Weggang aus St. Gallen und der Blindenheilung in Bregenz endet, wird in den folgenden 9 Kapiteln Magnus als vollkommener Meister vorgestellt. Er bezwingt die Schlange Boa in Kempten, besiegt den Drachen in Roßhaupten, vernichtet die Fluss- und Berggeister im Lechtal an dem Ort, der „fauces“ (Schlund, Rachen) = Füssen genannt wird, und gründet hier eine Zelle und ein Oratorium.
Und wiederum verbindet sich mit dem Ordnungsschema dieser 25 Kapitel eine besondere Zahlenkombination, nämlich die Aufteilung einer Quadratzahl in zwei Quadratzahlen (25 = 16 + 9), so wie im Satz des Pythagoras.
Nach Magnus’ Tod wurde dessen Zelle zerstört. Der Augsburger Bischof Simpert ließ diese wieder errichten und unter seinen Nachfolgern Kirche und Klosterbau vollenden. Bischof Lanto ließ nun nach dem Magnus-Grab suchen. Wie die Vita weiter berichtet, wurde das Grab durch eine Wunderwirkung signalisiert entdeckt und der unversehrt erhaltene Leib von Magnus erhoben, ein deutliches Zeichen seiner Heiligkeit und glanzvolle Legitimation für das neu gegründete Benediktinerkloster.
Diese Klostergründung kann um 830/840 angesetzt werden.

## Heiligenverehrung
Magnus war Ordensheiliger der Benediktiner und so ist seine Verehrung vor allem auch in Benediktinerklöstern zu finden. Im alpenländischen Raum verehrte man ihn als Schutzpatron und Nothelfer gegen Mäuse-, Raupen- und Engerling-Plagen. Teilweise übernimmt die Magnuslegende die vorchristliche Verehrung von heiligen Orten, z. B. der Apfelbaum bei Schwangau/Waltenhofen; der Schalenstein am Lusalten/Lechfall wird zum „Magnustritt“. Besondere Wunderkraft wurde dabei dem St.-Mang-Stab zugesprochen. Dieser wurde häufig zur Schädlingsbekämpfung aus dem Füssener Kloster erbeten.
„Die Segnungen mit dem Magnusstab nahm normalerweise der Kustos des Klosters Füssen vor. Er ritt zum Ort, wo man eine Segnung wünschte. Dort wurde der Pater durch die Flur geführt. An vier Stationen steckte er den Magnusstab in den Acker, sang den Beginn des Evangeliums, las den Exorzismus und erteilte mit dem Stab den Segen. Dieser Flurumgang dauerte ca. einen halben Tag.“ (Epple, Alois: in Ausstellungskatalog 2000)
Ein Füssener Pater notierte nach einer Etschreise 1643: „Wo des Heiligen Stab unter Anrufung des frommen Abtes hinkam, blieben die Trauben sieben Jahre vom Schimmel verschont, und wo man ihn unter Gebeten segnend über die Felder schwang, mussten alle Schädlinge weichen.“
Im Zeitalter der Aufklärung wurde diese volkstümliche Praxis jedoch als Aberglauben gebrandmarkt und nach der Säkularisation per Regierungsdekret verboten, der Magnusstab 1804 konfisziert. 1822 brachte man ihn wieder nach Füssen zurück. Noch heute finden am Magnustag (6. September) und Pfingstdienstag in Füssen Prozessionen mit dem Magnusstab statt.

## Magnusdarstellungen (Auswahl)

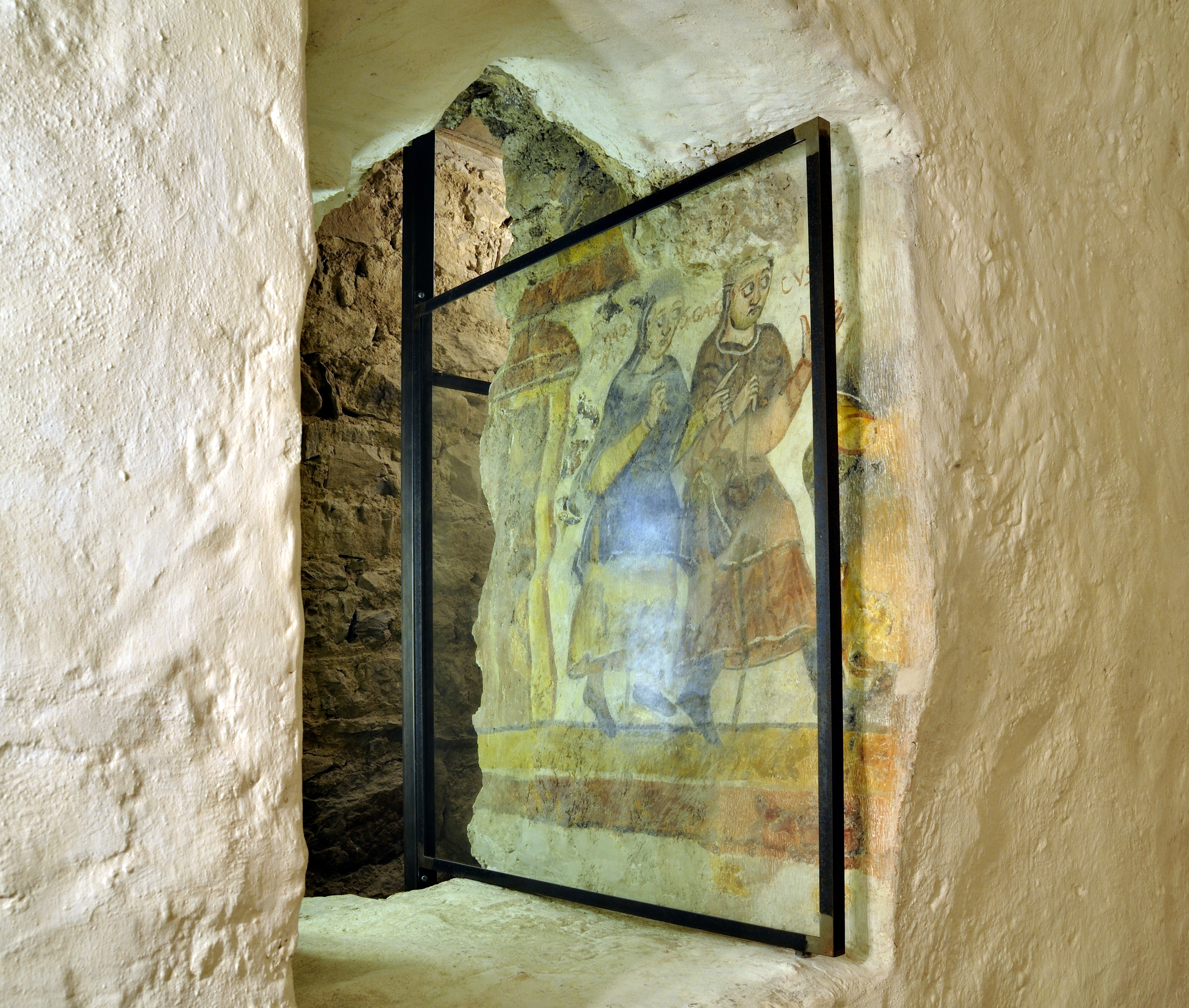
Die älteste Darstellung des heiligen Magnus ist in der Krypta der ehemaligen Klosterkirche des Klosters Füssen

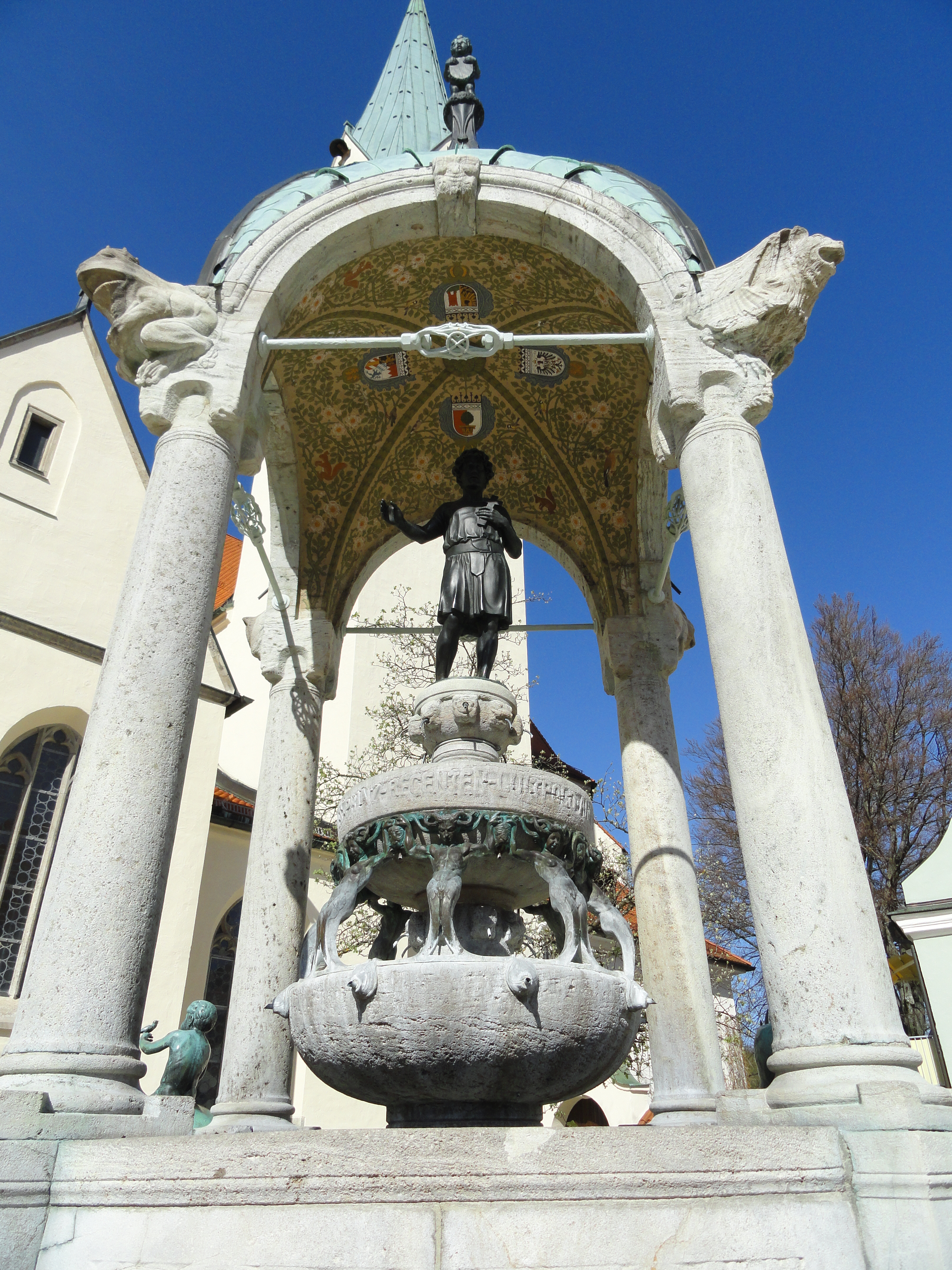
St.-Mang-Brunnen in Kempten von Georg Wrba, Magnus wird als christlicher Siegfried dargestellt.

Wappen von Kempten-St. Mang

In der religiösen Kunst wird Magnus durch verschiedene Attribute kenntlich gemacht.
Als Abt eines Benediktinerklosters trägt er Kukulle, Brustkreuz und Krummstab.
Der gezähmte Bär steht für die Bändigung und Indienstnahme gefährlicher Naturgewalten.
Im Zuge der Gegenreformation wurde der Drache, den Magnus der Legende nach in der Schlucht bei Roßhaupten bezwang, zu seinem zentralen Attribut – ein Bildzeichen der gegenreformatorischen Kirche gegen „Heidentum“ und Häresie.

### Buchmalerei
- München, Bayerische Staatsbibliothek clm 3913: Initiale O mit dem ältesten Bild des hl. Magnus, um 960.
- Paris, Bibliothèque nationale de France Ms. lat. 10867: Graf Dietrich bittet den hl. Magnus um Fürsprache bei Gott, um 1000.
- Stuttgart, Württembergische Landesbibliothek, Cod. hist. 2°415: Miniatur aus dem Zwiefaltener Martyrologium: Magnus folgt Gallus, um 1138–1147 und Magnus mit Bär, um 1162.
- St. Gallen, Stiftsbibliothek HS 565: Magnus heilt einen Blinden in Bregenz, um 1135.
- Augsburg, Universitätsbibliothek Cod.I.2.4°21: Vorsatzblatt zur Vita Der Klostergründer und die Geschicke seines Klosters, 12. Jahrhundert.
- Berlin, Staatsbibliothek Preußischer Kulturbesitz, Ms. germ. quart. 42: Die hll. Magnus, Agapitus und Bernhard, aus dem Gebetbuch der Maria von Geldern, Utrecht, um 1415/25.
- St. Gallen, Stiftsbibliothek Cod. 602: 14 Illustrationen zur Magnuslegende, um 1451.

### Plastik
- Füssen, Stadtmuseum: Skulptur aus dem spätgotischen ehem. Choraltar von St. Mang, 1463.
- Gagers, Gemeinde Lana (Südtirol), Magnuskapelle: Thronender Magnus, Skulptur aus dem frühbarocken Hochaltar von St. Mang Füssen, Bartholomäus Steinle, 1619.
- Füssen, Stadtpfarrkirche St. Mang, Magnuskapelle: Marmorfigur Thronender Magnus, Anton Sturm, vor 1717.
- Gossenzugen, Magnuskapelle: Magnusaltar inszeniert als Grotte, J.J. Christian und Johann M. Feichtmayr, 1749.
- Birnau, Wallfahrtskirche: Drachentöter, J.A. Feichtmayr, um 1750.
- Ettal, Benediktinerabteikirche: Drachentöter, J.B. Straub, um 1762.
- Füssen, Stadtpfarrkirche St. Mang, Außenwand: Magnusfigur, bis 1928 am ehemaligen Magnusbrunnen auf dem Magnusplatz, 1872.[4]
- Kempten, St.-Mang-Brunnen: Bronzefigur, Georg Wrba, 1905.
- Kempten, St.-Mang-Brücke: Brückenfigur St. Magnus und St. Lorenz, Karl Hoefelmayr, 1952.
- Füssen, Stadtbrunnen: Bronzefigur des hl. Magnus, Alois Vogler, 1968.[5]
- Landeck/Tirol, Pfarrkirche Perjen, Statuen des hl. Magnus und des hl. Gallus im Altarraum.[6]

### Fresken
- Füssen, Stadtpfarrkirche St. Mang, Krypta: Magnus folgt Gallus; Reichenauer Schule, um 980.
- Füssen, Stadtpfarrkirche St. Mang: Freskenzyklus Das Leben des hl. Magnus, Johann Jakob Herkomer und Franz Georg Hermann, 1709 – um 1720.
- Bad Schussenried, ehem. Prämonstratenser-Klosterkirche St. Mang: Magnuszyklus, Johann Zick, 1746.
- Unterrammingen, Pfarrkirche St. Mang: Deckenfresko Vier Szenen aus dem Leben des hl. Magnus, Johann Baptist Enderle, 1769.
- Geislatsried, Kirche St. Magnus: Deckengemälde Der hl. Magnus verkündet den Bewohnern des Allgäus das Evangelium, Franz Osterried, 1861/62.
- Dienhausen, Gemeinde Denklingen, Filialkirche St. Mang: Deckengemälde: Der Augsburger Bischof Wikterp trifft den hl. Magnus in Epfach und erteilt ihm den Missionsauftrag für das Allgäu; entstanden im Jahre 1898, Künstler unbekannt.

### Gemälde
- Kempten, Keckkapelle: Tafelbild Magnus bekämpft den Drachen und Ungeziefer, 1495.
- Füssen, Staatsgalerie im Hohen Schloss: Tafelbilder Legende des hl. Magnus, Stephan Mair (?), um 1570.
- Füssen, Museum der Stadt: Hinterglasbild Er wird meinem Namen ein Haus erbauen, 1711.
- Seedorf (Kanton Uri), Klosterkirche St. Lazarus: Abt Magnus, 1733.
- Füssen, Museum der Stadt: Entwurf eines Altarblattes Magnus erbittet von der Hl. Dreifaltigkeit Schutz vor dem Drachen Thomas Christian Winck, 1794.
- Buchenberg, Pfarrei Rettenberg, Wallfahrtskapelle zum hl. Magnus: Votivtafeln Magnus als Nothelfer, 18./19. Jahrhundert.
- Willisau, Heiligblutkapelle: Magnuswasser, Anton Amberger, 1854.
- Fluh, Bregenz, St. Wendelin: Tafelbild Magnus bekämpft Drachen und Ungeziefer, 1876.

### Goldschmiedearbeiten
- Wangen, Stadtpfarrkirche St. Martin, Gallus und Magnus: Magnusstab mit Reliquiar aus Weißsilber in Form eines Abtstabes, um 1500.
- Füssen, Stadtpfarrkirche St. Mang: Magnusstab mit einer Magnus-Statuette aus Silber, 1572.
- Bad Schussenried, Klostermuseum: Magnusstab-Reliquiar, spätgotisch und 1720.
- Zwiefalten, Münsterpfarramt: Magnusstab mit Statuette, um 1680.

### Grafik
- Füssen, Museum der Stadt: Holzschnitt, Magnus besänftigt den Bären, erster Inkunabeldruck: Der Heiligen Leben, Sommerteil von Günther Zainer, 1472.
- Hartmann Schedel, Weltchronik: Holzschnitt, Der Magnustanz von Kölbigk, Michael Wolgemuth, 1493.
- Augsburg, Staats- und Stadtbibliothek: Kupferstich, Magnus, ein St. Galler Heiliger, Pierre Wuilleret/Wolfgang Kilian, 1630.

### Glasgemälde
- Füssen, Museum der Stadt: ehem. Chorfenster aus St. Mang, Magnus der Drachenbezwinger, Kgl. Glasmalereianstalt München, 1870.